# Витен
Витен (њем. Witten) град је у њемачкој савезној држави Северна Рајна-Вестфалија. Једно је од 9 општинских средишта округа Енепе-Рур. Према процјени из 2010. у граду је живјело 99.126 становника. Посједује регионалну шифру (AGS) 5954036, NUTS (DEA56) и LOCODE (DE WTT) код.

## Географски и демографски подаци
Витен се налази у савезној држави Северна Рајна-Вестфалија у округу Енепе-Рур. Град се налази на надморској висини од 104 метра. Површина општине износи 72,4 km². У самом граду је, према процјени из 2010. године, живјело 99.126 становника. Просјечна густина становништва износи 1.370 становника/km².

## Међународна сарадња
| Мјесто          | Држава               | Врста сарадње | Од    |
| --------------- | -------------------- | ------------- | ----- |
| Курск           | Русија               | партнерство   | 2000. |
|                 | Пољска               | партнерство   | 2000. |
| Лев Хашарон     | Израел               | партнерство   | 1985. |
| Ајн-Веред       | Израел               | партнерство   | 1979. |
| Баркинг/Дагенам | Уједињено Краљевство | партнерство   | 1979. |
| Бове            | Француска            | партнерство   | 1975. |
| Малниц          | Аустрија             | партнерство   | 1979. |
| Извор           |                      |               |       |